# Transports à Saint-Marin

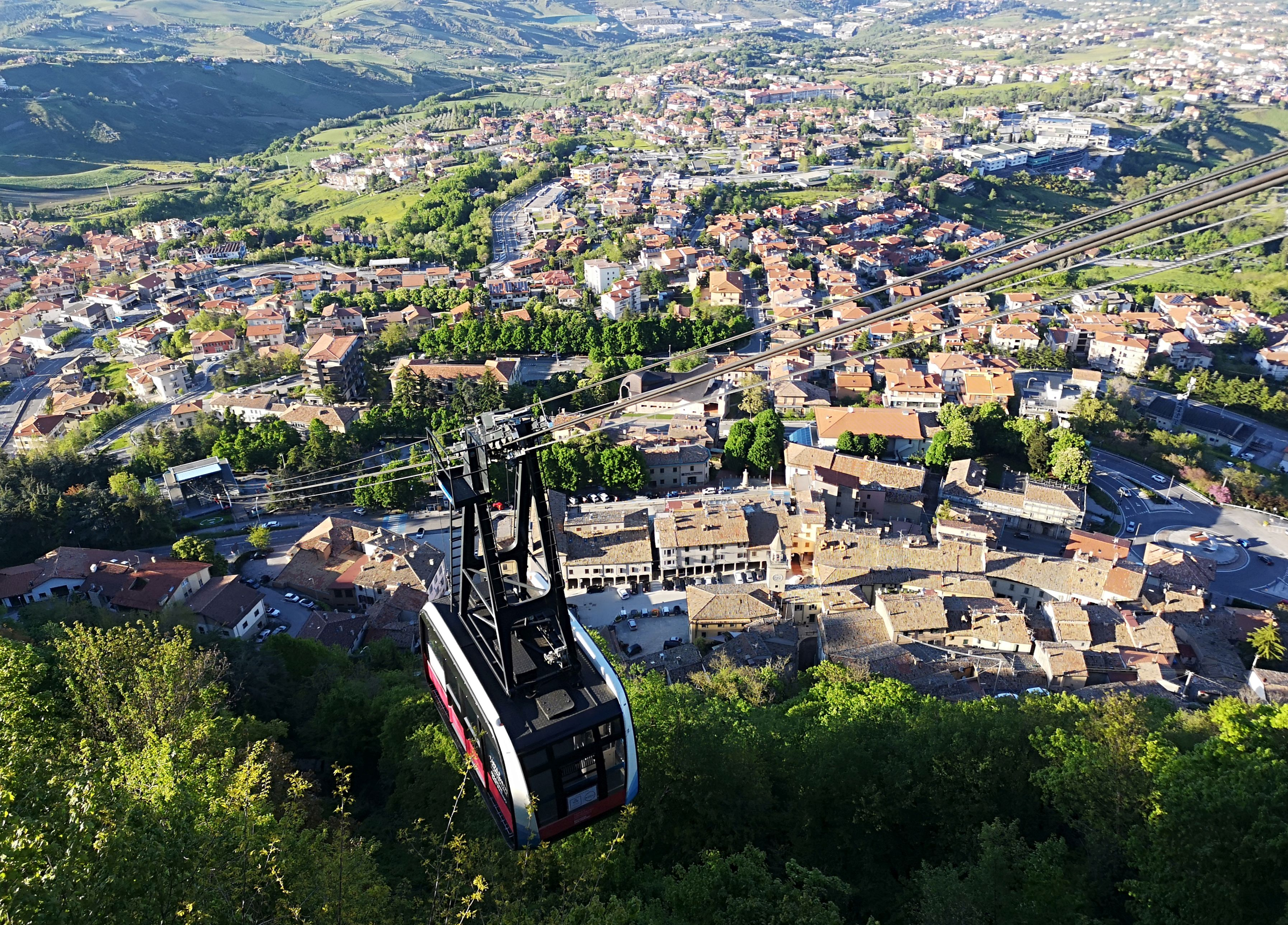
Téléférique de Saint-Marin

Cet article fournit diverses informations sur les infrastructures de transport de Saint-Marin, le cinquième plus petit État au monde. Saint-Marin est enclavé à l’intérieur de l’Italie entre l’Émilie-Romagne et Les Marches.

## Chemins de fer
Plus de chemin de fer, mais le téléphérique de Saint-Marin inauguré en 1959, long de 1,5 km, relie la cité de Saint-Marin sur le mont Titan à Borgo Maggiore en contrebas.

## Routes
220 km de routes revêtues.

## Transports publics
Autobus : réseau urbain géré par l'AASS (Azienda autonoma di Stato per i Servizi pubblici). Liaison par autocars avec Rimini, distante de 23 km.
Aucun port.
Un petit aéroport, pour aéroclub, depuis 1985, à Torraccia di Domagnano, avec une piste de 300 m.